# Annelund
Annelund ou Anelunda [carece de fontes?] é uma antiga localidade da província da Västergötland, na região de Gotalândia, no sul da Suécia. 
Fica a 30 km a norte da cidade de Borås. 
Em 2015 as duas localidades até então existentes – Ljung e Annelund - foram unidas numa nova localidade - Ljung e Annelund - em consequência da sua proximidade e crescimento geográfico. 
Annelund pertencia à comuna de Herrljunga, no condado de Västra Götaland. Segundo censo de 2005, tinha 503 habitantes.
Na sua economia tem destaque a produção de produtos de canalização.

## Locais de interesse turístico
- Brudföljet (monumento megalítico com 40 pedras tumulares, 3 círculos de pedras e 32 pedras levantadas).[5]